# Ćurevo
Ćurevo je naseljeno mjesto u općini Foča, Republika Srpska, BiH. Nalazi se s lijeve obale rijeke Sutjeske, na lijevoj obali rječice koja se ulijeva u Sutjesku. Smješteno je unutar Nacionalnog parka Sutjeska.

## Stanovništvo
| Narod     | Popis 1961. | Popis 1971. | Popis 1981. | Popis 1991. |
| --------- | ----------- | ----------- | ----------- | ----------- |
| Hrvati    |             |             |             |             |
| Muslimani | 257         | 397         | 287         | 206         |
| Srbi      | 10          | 16          | 9           | 6           |
| Crnogorci | 26          | 42          | 21          |             |
| ostali    | 1           | 2           | 2           | 18          |
| Ukupno    | 294         | 457         | 319         | 230         |